# Силец (индейская резервация)
Силец (англ. Siletz Reservation) — индейская резервация, расположенная в северо-западной части штата Орегон, США.

## История
В ноябре 1855 года указом президента США Франклина Пирса была создана резервация для индейских племён прибрежных районов  Территории Орегон. Резервация простиралась от мыса Лукаут в округе Тилламук на севере, до реки Силткус, близ города Флоренс, на юге.
По мере роста населения Орегона федеральное правительство открыло некоторые земли резервации для заселения белыми поселенцами, которые начали теснить коренные народы. В результате этого территория резервации была сокращена и фрагментирована указом президента Эндрю Джонсона от 21 декабря 1865 года и актом Конгресса США от 3 марта 1875 года. В соответствии с Актом Дауэса 1887 года американское правительство разделило общинные племенные земли для выделения отдельных участков площадью 160 акров каждому главе домашнего хозяйства племён; оставшиеся территории были классифицированы как излишки и проданы белым жителям. Разделение общинных земель ускорило процесс рассеивания индейских народов.
В 1980 году правительство США выделило 3 630 акров земли для создания индейской резервации Силец. С конца 20-го века федеративно признанные конфедеративные племена индейцев силец открыли на своих землях казино, благодаря которому зарабатывали деньги для благосостояния своего народа, а также вносили свой вклад в нужды округа.

## Племена
Конфедерация силец состоит из следующих племён и групп.
- Тилламук
  - Силец
  - Салмон-ривер
  - Нестукка
  - Нехалем
  - Тилламук залива
- Алси, включая якина
- Чинуки, в том числе: нижние, катламет, вакиакум, мултнома, клакамас, васко и клатсоп
- Кус, в том числе ханис и милук
- Калапуйя, в том числе сантиам, туалатин, ямхилл, йонкалла и др.
- Нижние ампква и сайусло
- Молала
- Шаста
- Кликитаты
- Такелма, в том числе латгава и кау-крик
- Атабаски Орегона:
  - Нижние рог-ривер
    - Верхние кокилл[англ.]
    - Шаста-коста[англ.]
    - Тутутни[англ.]

  - Верхние рог-ривер
    - Дакубетеде[англ.]
    - Талтуштунтуде[англ.]

  - Толова-четко
    - Толова
    - Четко

  - Верхние ампква

## География
Резервация расположена на северо-западе Орегона, на нескольких несмежных участках земли в округе Линкольн.
Общая площадь Силец, включая трастовые земли (3,071 км²), составляет 19,145 км², из них 19,144 км² приходится на сушу и 0,001 км² — на воду. Административным центром резервации является город Силец (на языке толова — Сиилеттси).

## Демография
По данным федеральной переписи населения 2010 года, в резервации проживало 506 человек. Согласно федеральной переписи населения 2020 года в резервации проживало 685 человек, насчитывалось 233 домашних хозяйства и 231 жилой дом. Средний возраст, проживающих в Силец, составлял 24,7 лет. Средний доход на одно домашнее хозяйство в индейской резервации составлял 26 964 доллара США. Около 33,1 % всего населения находились за чертой бедности, в том числе 34,1 % тех, кому ещё не исполнилось 18 лет, и 12,3 % старше 65 лет.
Расовый состав распределился следующим образом: белые — 91 чел., афроамериканцы — 0 чел., коренные американцы (индейцы США) — 485 чел., азиаты — 0 чел., океанийцы — 5 чел., представители других рас — 15 чел., представители двух или более рас — 89 человек; испаноязычные или латиноамериканцы любой расы составили 59 человек. Плотность населения составляла 35,98 чел./км².

## Комментарии
1. ↑  В состав резервации входит лишь  часть населённого пункта.